# 8월의 크리스마스 (2005년 영화)
《8월의 크리스마스》(일본어: 8月のクリスマス)는 2005년 공개된 일본의 로맨틱 드라마 영화로, 1998년에 대한민국에서 개봉된 동명의 영화를 원작으로 한다.

## 출연
- 야마자키 마사요시 - 스즈키 히데토시 역
- 세키 메구미 - 다카하시 유키코 역
- 이가와 히사시 - 스즈키 마사토시 역
- 니시다 나오미 - 준코 역
- 오오쿠라 코지 - 미야타 료지 역
- 토다 나호 - 가나에 역

## 기타
- 원작자: 허진호